# Chris Hofkamp
Christina (Chris) Hofkamp (Curaçao, ca. 1948) is een Nederlands politicus van de PvdA.
Ze was 15 jaar toen ze naar Nederland kwam waar ze hts weg-en waterbouwkunde heeft gestudeerd. Daarna ging ze werken bij het ingenieursbureau DHV waar ze al snel in de ondernemingsraad kwam en verder was Hofkamp actief in de Rooie Vrouwen in de PvdA. Ze is raadslid en wethouder in Haarlemmermeer geweest Op aandrang van Ien Dales heeft ze gesolliciteerd naar een burgemeestersfunctie. Vervolgens werd ze in 1995 benoemd tot burgemeester van Weesp. Op 1 juni 2006 ging ze vervroegd met pensioen en sinds 2009 is Hofkamp de voorzitter van IVN die zich bezighoudt met natuur en milieu-educatie.Ook vanaf 2009 is ze voorzitter van de RVC van SME ( adviesburo). Vanaf 2011 is ze voorzitter van de NVSW ( Nederlandse Vereniging van Stabij-en Wetterhounen)